# Balkan Elite Road Classics
De Balkan Elite Road Classics was een eendaagse wielerwedstrijd in Elbasan, Albanië. De koers werd in 2016 eenmalig georganiseerd en was onderdeel van de UCI Europe Tour, in de categorie 1.2. De wedstrijd werd tevens aangewezen als officieel Balkans kampioenschap op de weg. De Albanees Eugert Zhupa was de winnaar. Sinds 2016 is de koers niet meer georganiseerd.